# Liste der Monuments historiques in Buffon (Côte-d’Or)
Die Liste der Monuments historiques in Buffon führt die Monuments historiques in der französischen Gemeinde Buffon auf.

## Liste der Immobilien
| Bezeichnung      | Beschreibung | Standort              | Kennzeichnung | Schutzstatus   | Datum          | Bild           |
| ---------------- | --- | --------------------- | ------------- | -------------- | -------------- | -------------- |
| Forges de Buffon | auch Grande Forge; Hütten- und Schmiedewerk, 1768 gegründet; eigentliches Hüttenwerk, Wohnhäuser des Hüttenmeisters und der Arbeiter (teilweise mit Innenausstattung), weitere Betriebsgebäude, Umfassungsmauern, wasserbaulichen Anlagen, Bahndamm, Gärten und Zufahrtsallee; zugehörig Wehranlage im Armançon | Rue des Forges (Lage) | PA00112164    | Classé Inscrit | 1943 1985 2021 | weitere Bilder |

## Liste der Objekte
| Bezeichnung | Beschreibung               | Standort                                  | Kennzeichnung | Schutzstatus | Datum | Bild |
| ----------- | -------------------------- | ----------------------------------------- | ------------- | ------------ | ----- | ---- |
| Pietà       | Kalkstein, 16. Jahrhundert | in der Kirche St-Pierre-et-St-Paul (Lage) | PM21000429    | Classé       | 1931  |      |